# 张店镇 (唐河县)
张店镇，是中华人民共和国河南省南阳市唐河县下辖的一个乡镇级行政单位。2013年，张店镇的李宅、宋庄、曾庄、付岗、牛五门、南马庄、孙庄、牛三门8建制村析出，设立东兴街道，由官庄工区管委会代管，街道办事处驻地设在李宅村。

## 行政区划
张店镇下辖以下地区：
张店村、牛庄村、北马庄村、乔庄村、桃元寨村、马坡村、胡集村、黑龙庙村、吴宅村、牛园村、秦刘庄村、马店村、后岗村、同堂村、同乐村、王营村、陈岗村、韩赵湾村、乔岗村、白秋村、杨营村、王岗村、牛二门村和老人仓村。